# Fumiko Yonezawa

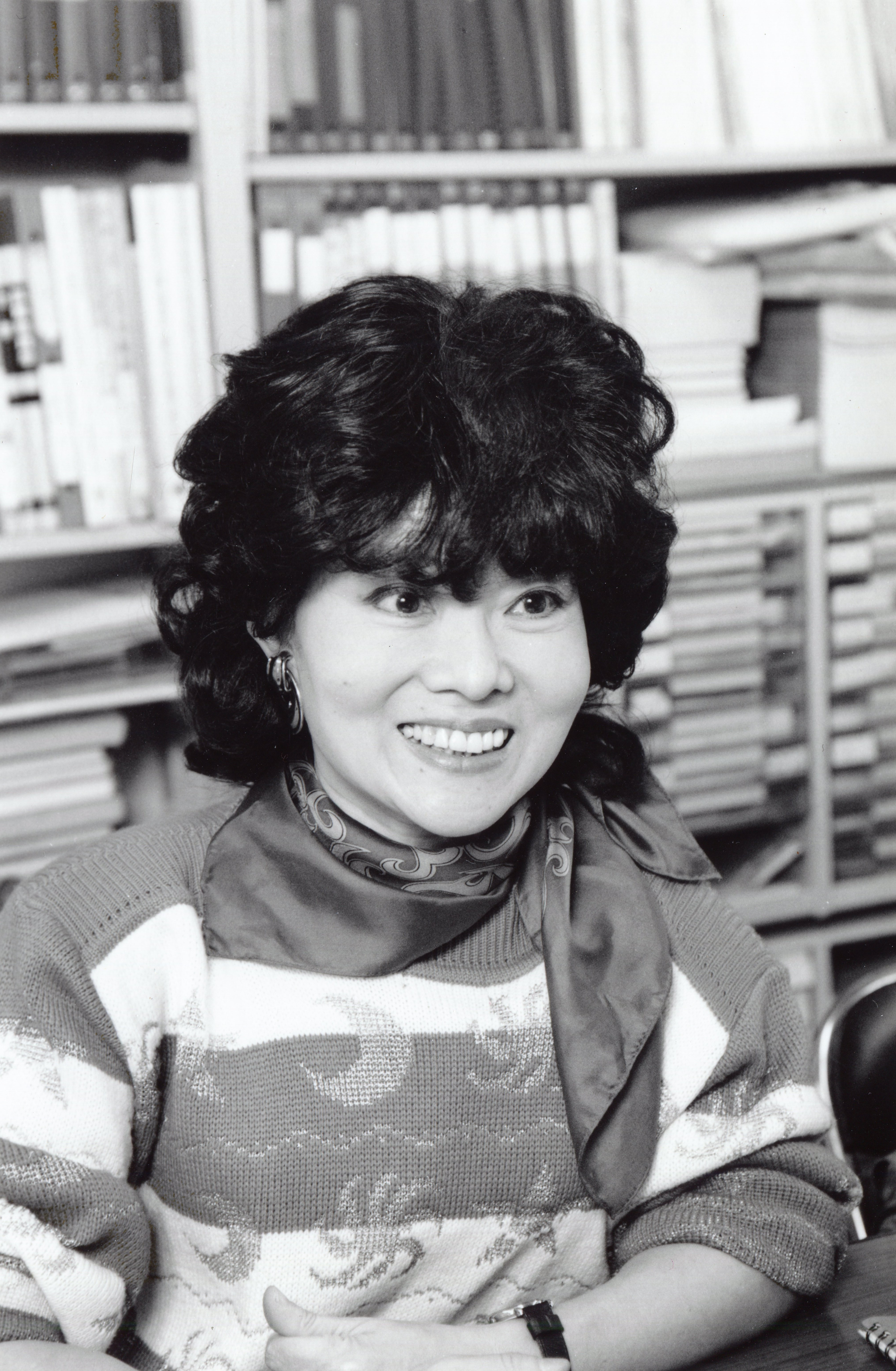
Fumiko Yonezawa

Fumiko Yonezawa (米沢 富美子; * 19. Oktober 1938 in Suita, Japan; † 17. Januar 2019 in Tokio, Japan) war eine japanische Physikerin und Hochschullehrerin. Sie war die erste Frau, die zur Präsidentin der Japanischen Physikalischen Gesellschaft ernannt wurde, und die erste Japanerin, die an der Keele University in Staffordshire in England studierte. Sie gehörte zu den Gründungsmitgliedern der Fakultät für Physik an der Fakultät für Naturwissenschaften und Technologie der Keiō-Universität.

## Leben und Werk

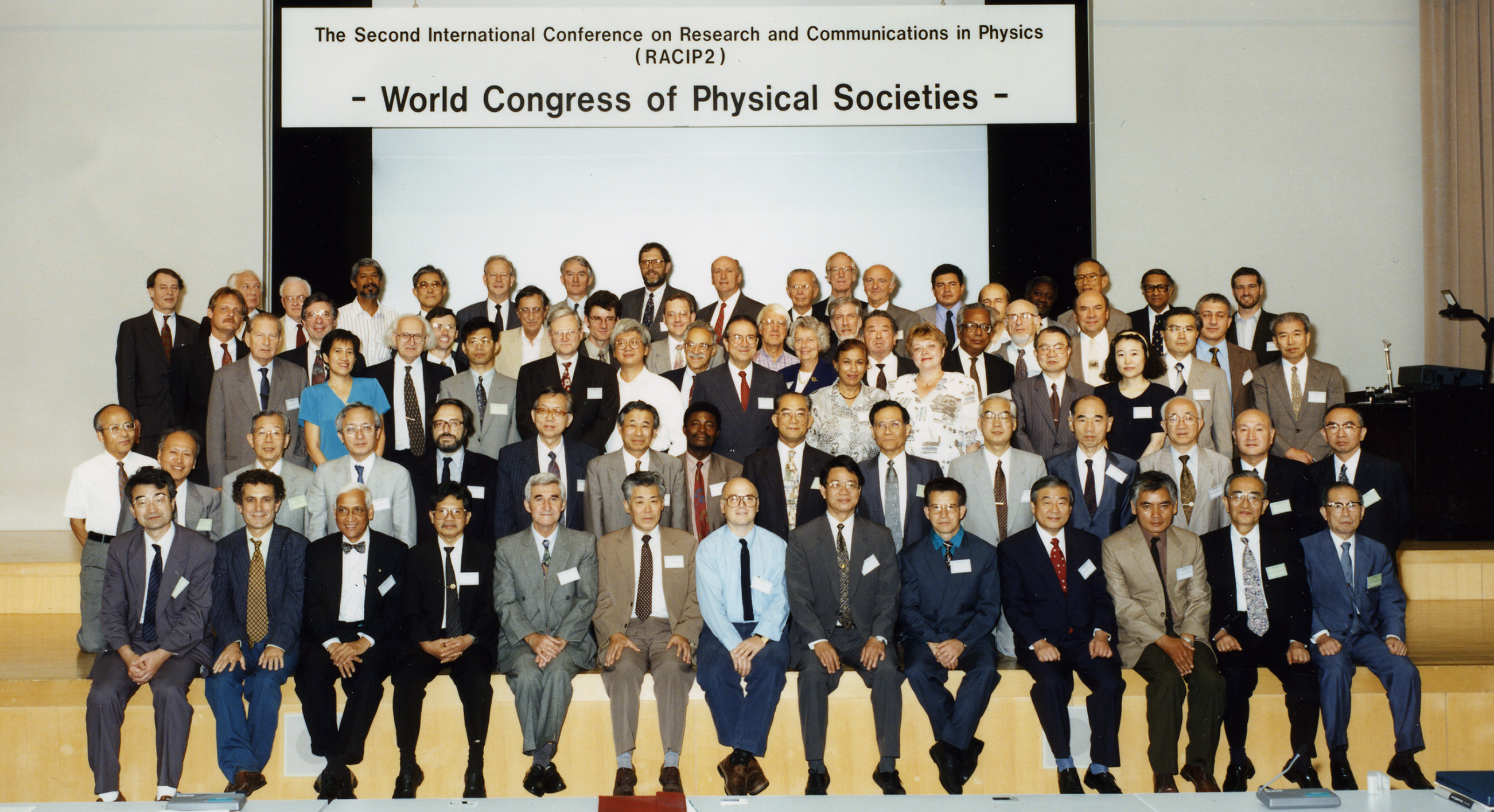
Teilnehmer der zweiten internationalen Konferenz für Forschung und Kommunikation in der Physik (RACIP2) 1995. Yonezawa steht in der 3. Reihe, 3. Person von rechts.

Yonezawa besuchte die Ibaraki High School der Präfektur Osaka und studierte anschließend an der Universität Kyōto. Sie heiratete im Alter von 23 Jahren und bekam 1966 die erste von drei Töchtern. Während ihres Doktoratsstudiums forschte sie von 1963 bis 1964 an der Keele University, wo sie ihre Dissertation abschloss. Im Rahmen ihrer Promotion untersuchte sie an der Universität Kyōto amorphe Materialien. Sie entwickelte die Coherent Potential Approximation (CPA), eine Methode zur Berechnung physikalischer Eigenschaften wie Dichte oder spezifischer Widerstand amorpher Materialien.
Nach Abschluss ihrer Promotion im Fachbereich Physik der Graduate School of Science der Universität Kyōto wurde Yonezawa 1966 als Assistentin am Institut für Grundlagenphysik der Universität Kyōto eingestellt. Sie war ab 1970 Assistentin am Institut für Grundlagenphysik der Universität Kyōto der Fakultät für Naturwissenschaften am Tokyo Institute of Technology. 1976 wurde sie Assistenzprofessorin am Institut für Grundlagenphysik der Universität Kyōto. Sie forschte als Gastforscherin an der Yeshiva University und am City College of New York und kehrte 1981 nach Japan zurück. 1981 wurde sie zur Professorin an der neuen Abteilung für Physik der Keio University ernannt. Dort lehrte sie 20 Jahre lang als Professorin. 2004 wurde sie emeritiert.
Yonezawa beschäftigte sich in ihrer Forschung mit amorphen Materialien, Halbleitern und flüssigen Metallen. Seit Beginn ihres Studiums beschäftigte sich Yonezawa mit theoretischer Forschung zu amorphen Materialien. Später untersuchten Yonezawa und ihr Team an der Keio-Universität mithilfe von Computermodellen, wie Flüssigkeiten auf atomarer Ebene zu Kristallen oder amorphen Feststoffen werden. 1984 erhielt sie für ihre „Theorie der grundlegenden physikalischen Eigenschaften amorpher Materialien“ den Saruhashi-Preis, der an japanische Frauen für naturwissenschaftliche Forschung verliehen wird. Sie war 1996 die erste Frau, die Präsidentin der Japanischen Physikalischen Gesellschaft (JPS) wurde, und erhielt 2005 den L’Oréal-UNESCO-Preis für Frauen in der Wissenschaft für „bahnbrechende Theorie und Computersimulationen zu amorphen Halbleitern und flüssigen Metallen“. In den 1990er Jahren entwickelte sie eine „Theorie des Metall-Isolator-Übergangs in flüssigem Selen“ und begann sich für neuronale Netze zu interessieren.
Yonezawa starb 2019 im Alter von 80 Jahren.
2020 rief die JPS den Fumiko Yonezawa Memorial Award ins Leben, um weibliche Mitglieder zu ehren.

## Auszeichnungen und Ehrungen (Auswahl)
- 1984: Saruhashi-Preis
- 2005: UNESCO-L’Oréal-Preis

## Veröffentlichungen (Auswahl)
- mit Kazuo Morigaki: Coherent Potential Approximation. Progress of Theoretical Physics Supplement. 53, 1973, S. 1–76. doi:10.1143/PTPS.53.1.
- mit Shuichi Nosé: Isothermal–isobaric computer simulations of melting and crystallization of a Lennard-Jones system. The Journal of Chemical Physics. 84 (3), 1986, S. 1803. doi:10.1063/1.450427.
- A Systematic Approach to the Problems of Random Lattices. I: A Self-Contained First-Order Approximation Taking into Account the Exclusion Effect. Progress of Theoretical Physics. 40 (4), 1968, S. 734–757. doi:10.1143/PTP.40.734.
- mit Takeo Matsubara: Note on Electronic State of Random Lattice. II . Progress of Theoretical Physics. 35 (3), 1966, S. 357–379. doi:10.1143/PTP.35.357.